# Moravská demokratická strana
Moravská demokratická strana (MODS) byla politická strana existující na přelomu 20. a 21. století v České republice a působící na území Moravy.

## Historie a ideologie strany
Vznikla v dubnu 1997 sjednocením dvou promoravských politických stran, které neuspěly ve volbách do Poslanecké sněmovny v roce 1996, a to Moravské národní strany (MNS) s předsedou Ivanem Dřímalem a Českomoravské unie středu s předsedou exposlancem Daliborem Štamberou. ČMUS vznikla v letech 1994-1996 integrací tří parlamentních stran Zemědělské strany (ZS), Liberálně sociální unie (LSU) a Hnutí za samosprávnou demokracii - Společnost pro Moravu a Slezsko (HSD-SMS, v roce 1994 přejmenována na Českomoravskou stranu středu – ČMSS). Do Českomoravské unie středu vplynula i členská základna Křesťanskosociální unie (KSU), odštěpené malé strany od KDU-ČSL. Předsedou Moravské demokratické strany byl zvolen dosavadní předseda Moravské národní strany brněnský politik Ing. Ivan Dřímal. Zkratka MoDS byla užívána z důvodu možné záměny s Masarykovou demokratickou stranou.
Strana v sobě integrovala dva proudy moravského hnutí – proud zdůrazňující samostatnou moravskou národnost reprezentovaný Moravskou národní stranou a proud prosazující pouze požadavky zemské samosprávy s jednotným a širším pojetím národnosti české, který reprezentovalo především bývalé Hnutí za samosprávnou demokracii - Společnost pro Moravu a Slezsko, v letech 1993-1994 pod názvem Hnutí samosprávné demokracie Moravy a Slezska (HSDMS) a v letech 1994-1995 pod názvem Českomoravská strana středu (ČMSS). Do této integrace promoravských stran v roce 1997 se na poslední chvíli odmítlo zapojit Hnutí samosprávné Moravy a Slezska s předsedou a exposlancem Jiřím Bílým.
Strana se významněji prosadila jen na komunální úrovni. Vedle výhradně moravských krajů působila např. i v moravském městě Dačice, v současném Jihočeském kraji, kde získala v komunálních volbách v roce 1998 tři zastupitele.
Moravská demokratická strana se v 17. prosince 2005 spojila s Hnutím samosprávné Moravy a Slezska, které se přejmenovalo na Moravané.

## Volební výsledky

### Volby do Poslanecké sněmovny 1998
| Volby | Počet hlasů | %    | Počet mandátů |
| ----- | ----------- | ---- | ------------- |
| 1998  | 22 282      | 0,37 | 0             |

### Volby do obecních zastupitelstev 1998
| Volby | Počet hlasů | %    | Počet mandátů |
| ----- | ----------- | ---- | ------------- |
| 1998  | 265 279     | 0,34 | 136           |

### Volby do krajských zastupitelstev 2000 (kandidátkaMoravská koalice)
| Volby | Počet hlasů | %    | Počet mandátů |
| ----- | ----------- | ---- | ------------- |
| 2000  | 14 256      | 0,60 | 0             |

### Volby do Poslanecké sněmovny 2002
| Volby | Počet hlasů | %    | Počet mandátů |
| ----- | ----------- | ---- | ------------- |
| 2002  | 12 957      | 0,27 | 0             |

### Volby do obecních zastupitelstev 2002
| Volby | Počet hlasů | %    | Počet mandátů |
| ----- | ----------- | ---- | ------------- |
| 2002  | 111 740     | 0,14 | 0             |

### Volby do Evropského parlamentu 2004 (kandidátkaZa zájmy Moravy ve sjednocené Evropě)
| Volby | Počet hlasů | %    | Počet mandátů |
| ----- | ----------- | ---- | ------------- |
| 2004  | 9 293       | 0,39 | 0             |